# París-Roubaix 2024
La 121.ª edición de la clásica ciclista Paris-Roubaix fue una carrera en Francia que se celebró el 7 de abril de 2024 sobre un recorrido de 259,7 kilómetros entre la ciudad francesa de Compiègne y el velódromo del municipio de Roubaix.
La prueba formó parte del UCI WorldTour 2024 y fue ganada por el neerlandés Mathieu van der Poel del Alpecin-Deceuninck. Completaron el podio, como segundo y tercer clasificado respectivamente, el belga Jasper Philipsen del mismo equipo y el danés Mads Pedersen del Lidl-Trek.

## Equipos participantes
En la edición de 2024 participaron un total de 25 equipos, los 18 UCI WorldTeam y siete equipos UCI ProTeam, que conformaron un pelotón de 175 ciclistas:
| WorldTeams (18)- Alpecin-Deceuninck - Arkéa-B&B Hotels - Astana Qazaqstan Team - Bahrain Victorious - Bora-Hansgrohe - Cofidis - Decathlon-AG2R La Mondiale - EF Education-EasyPost - Groupama-FDJ - Ineos Grenadiers - Intermarché-Wanty - Lidl-Trek - Movistar Team - Soudal Quick-Step - Team dsm-firmenich PostNL - Team Jayco AlUla - Team Visma \| Lease a Bike - UAE Team Emirates ProTeams (7)- Bingoal WB - Israel-Premier Tech - Lotto Dstny - Q36.5 Pro Cycling Team - Team Flanders-Baloise - TotalEnergies - Uno-X Mobility |
| |

## Recorrido

### Sectores de pavé
| Sector | Kilómetro | Localización                              | Longitud | Dificultad |
| ------ | --------- | ----------------------------------------- | -------- | ---------- |
| 29     | 96,3      | Troisvilles > Inchy                       | 2200 m   | 02         |
| 28     | 102,5     | Viesly > Quiévy                           | 1800 m   | 03         |
| 27     | 105,1     | Quiévy > Saint-Python                     | 3700 m   | 04         |
| 26     | 110,1     | Saint-Python                              | 1500 m   | 02         |
| 25     | ?         | Haussy                                    | 800 m    | 02         |
| 24     | ?         | Verchain-Maugré > Quérénaing              | 1600 m   | 03         |
| 23     | 140,1     | Quérénaing > Maing                        | 2500 m   | 03         |
| 22     | 143,2     | Maing > Monchaux-sur-Écaillon             | 1600 m   | 03         |
| 21     | ?         | Haspres > Thiant                          | 1700 m   | 03         |
| 20     | 156,2     | Haveluy > Wallers                         | 2500 m   | 04         |
| 19     | 164,4     | Trouée d'Arenberg                         | 2300 m   | 05         |
| 18     | 170,4     | Wallers > Hélesmes                        | 1600 m   | 03         |
| 17     | 177,2     | Hornaing > Wandignies-Hamage              | 3700 m   | 04         |
| 16     | 184,7     | Warlaing > Brillon                        | 2400 m   | 03         |
| 15     | 188,2     | Tilloy-lez-Marchiennes > Sars-et-Rosières | 2400 m   | 04         |
| 14     | 194,5     | Beuvry-la-Forêt > Orchies                 | 1400 m   | 03         |
| 13     | 199,5     | Orchies                                   | 1700 m   | 03         |
| 12     | 205,6     | Auchy-lez-Orchies > Bersée                | 2700 m   | 04         |
| 11     | 211,1     | Mons-en-Pévèle                            | 3000 m   | 05         |
| 10     | 217,1     | Mérignies > Avelin                        | 700 m    | 02         |
| 9      | 220,5     | Pont-Thibaut > Ennevelin                  | 1400 m   | 03         |
| 8      | 225,9     | Templeuve - L'Épinette                    | 200 m    | 01         |
| 8      | 226,4     | Templeuve - Moulin-de-Vertain             | 500 m    | 02         |
| 7      | 232,8     | Cysoing > Bourghelles                     | 1300 m   | 03         |
| 6      | 235,3     | Bourghelles > Wannehain                   | 1100 m   | 03         |
| 5      | 239,8     | Camphin-en-Pévèle                         | 1800 m   | 04         |
| 4      | 242,5     | Carrefour de l'Arbre                      | 2100 m   | 05         |
| 3      | 244,8     | Gruson                                    | 1100 m   | 02         |
| 2      | 251,5     | Willems > Hem                             | 1400 m   | 03         |
| 1      | 258,3     | Roubaix (Espace Charles Crupelandt)       | 300 m    | 01         |
| Total  | Total     | Total                                     | 54 800 m | 54 800 m   |

## Clasificación final
- La clasificación finalizó de la siguiente forma:[4]

| \| Clasificación general \| Clasificación general \| Clasificación general \| Clasificación general \| Clasificación general \| \| Ciclista \| Ciclista \| Equipo \| Tiempo \| \| \| --------------------- \| --------------------- \| -------------------------- \| --------------------- \| --------------------- \| \| 1.º \| Mathieu van der Poel \| Alpecin-Deceuninck \| 5 h 25 min 58 s \| \| \| 2.º \| Jasper Philipsen \| Alpecin-Deceuninck \| + 3 min 00 s \| \| \| 3.º \| Mads Pedersen \| Lidl-Trek \| + 3 min 00 s \| \| \| 4.º \| Nils Politt \| UAE Team Emirates \| + 3 min 00 s \| \| \| 5.º \| Stefan Küng \| Groupama-FDJ \| + 3 min 15 s \| \| \| 6.º \| Gianni Vermeersch \| Alpecin-Deceuninck \| + 3 min 47 s \| \| \| 7.º \| Laurence Pithie \| Groupama-FDJ \| + 3 min 48 s \| \| \| 8.º \| Jordi Meeus \| Bora-Hansgrohe \| + 4 min 47 s \| \| \| 9.º \| Søren Wærenskjold \| Uno-X Mobility \| + 4 min 47 s \| \| \| 10.º \| Madis Mihkels \| Intermarché-Wanty \| + 4 min 47 s \| \| \| 11.º \| John Degenkolb \| Team dsm-firmenich PostNL \| + 4 min 47 s \| \| \| 12.º \| Fred Wright \| Bahrain Victorious \| + 4 min 47 s \| \| \| 13.º \| Dries Van Gestel \| TotalEnergies \| + 4 min 47 s \| \| \| 14.º \| Yevgueni Fiodorov \| Astana Qazaqstan Team \| + 4 min 47 s \| \| \| 15.º \| Tim Wellens \| UAE Team Emirates \| + 4 min 47 s \| \| \| 16.º \| Tim Van Dijke \| Team Visma \\| Lease a Bike \| + 4 min 47 s \| \| \| 17.º \| Thomas Pidcock \| Ineos Grenadiers \| + 6 min 20 s \| \| \| 18.º \| Kamil Małecki \| Q36.5 Pro Cycling Team \| + 6 min 22 s \| \| \| 19.º \| Mick van Dijke \| Team Visma \\| Lease a Bike \| + 6 min 22 s \| \| \| 20.º \| Liam Slock \| Lotto Dstny \| + 6 min 22 s \| \| |                      |                            |                 |
| |                      |                            |                 |
| Fuente: ProCyclingStats |                      |                            |                 |
| Clasificación general |                      |                            |                 |
| Ciclista | Ciclista             | Equipo                     | Tiempo          |
| 1.º | Mathieu van der Poel | Alpecin-Deceuninck         | 5 h 25 min 58 s |
| 2.º | Jasper Philipsen     | Alpecin-Deceuninck         | + 3 min 00 s    |
| 3.º | Mads Pedersen        | Lidl-Trek                  | + 3 min 00 s    |
| 4.º | Nils Politt          | UAE Team Emirates          | + 3 min 00 s    |
| 5.º | Stefan Küng          | Groupama-FDJ               | + 3 min 15 s    |
| 6.º | Gianni Vermeersch    | Alpecin-Deceuninck         | + 3 min 47 s    |
| 7.º | Laurence Pithie      | Groupama-FDJ               | + 3 min 48 s    |
| 8.º | Jordi Meeus          | Bora-Hansgrohe             | + 4 min 47 s    |
| 9.º | Søren Wærenskjold    | Uno-X Mobility             | + 4 min 47 s    |
| 10.º | Madis Mihkels        | Intermarché-Wanty          | + 4 min 47 s    |
| 11.º | John Degenkolb       | Team dsm-firmenich PostNL  | + 4 min 47 s    |
| 12.º | Fred Wright          | Bahrain Victorious         | + 4 min 47 s    |
| 13.º | Dries Van Gestel     | TotalEnergies              | + 4 min 47 s    |
| 14.º | Yevgueni Fiodorov    | Astana Qazaqstan Team      | + 4 min 47 s    |
| 15.º | Tim Wellens          | UAE Team Emirates          | + 4 min 47 s    |
| 16.º | Tim Van Dijke        | Team Visma \| Lease a Bike | + 4 min 47 s    |
| 17.º | Thomas Pidcock       | Ineos Grenadiers           | + 6 min 20 s    |
| 18.º | Kamil Małecki        | Q36.5 Pro Cycling Team     | + 6 min 22 s    |
| 19.º | Mick van Dijke       | Team Visma \| Lease a Bike | + 6 min 22 s    |
| 20.º | Liam Slock           | Lotto Dstny                | + 6 min 22 s    |

## Ciclistas participantes y posiciones finales
Convenciones:
- AB: Abandono
- FLT: Retiro por llegada fuera del límite de tiempo
- NTS: No tomó la salida
- DES: Descalificado o expulsado

## UCI World Ranking
La París-Roubaix otorgó puntos para el UCI World Ranking para corredores de los equipos en las categorías UCI WorldTeam, UCI ProTeam y Continental. Las siguientes tablas son el baremo de puntuación y los diez corredores que obtuvieron más puntos:
| Posición   | 1.º | 2.º | 3.º | 4.º | 5.º | 6.º | 7.º | 8.º | 9.º | 10.º | 11.º | 12.º | 13.º | 14.º | 15.º | 16.º-20.º | 21.º-30.º | 31.º-50.º | 51.º-55.º | 56.º-60.º |
| Puntuación | 800 | 640 | 520 | 440 | 360 | 280 | 240 | 200 | 160 | 135  | 110  | 95   | 85   | 65   | 55   | 50        | 30        | 15        | 10        | 5         |

| Clasificación |                      |                    |        |
| Posición      | Ciclista             | Equipo             | Puntos |
| ------------- | -------------------- | ------------------ | ------ |
| 1.º           | Mathieu van der Poel | Alpecin-Deceuninck | 800    |
| 2.º           | Jasper Philipsen     | Alpecin-Deceuninck | 640    |
| 3.º           | Mads Pedersen        | Lidl-Trek          | 520    |
| 4.º           | Nils Politt          | UAE Emirates       | 440    |
| 5.º           | Stefan Küng          | Groupama-FDJ       | 360    |
| 6.º           | Gianni Vermeersch    | Alpecin-Deceuninck | 280    |
| 7.º           | Laurence Pithie      | Groupama-FDJ       | 240    |
| 8.º           | Jordi Meeus          | Bora-Hansgrohe     | 200    |
| 9.º           | Søren Wærenskjold    | Uno-X Mobility     | 160    |
| 10.º          | Madis Mihkels        | Intermarché-Wanty  | 135    |